# José Soler Carnicer
José Soler Carnicer (Valencia, 23 de agosto de 1931-ib., 23 de mayo de 2020) fue un periodista y escritor español especializado en temas turísticos, excursionistas y de montaña, geografía, historia, cultura y folclore. Es autor de una amplia bibliografía, con más de cincuenta libros sobre temas diversos como geografía valenciana y de España, crónicas montañeras, el Rotary Club València, las fallas, así como un diccionario de montaña.

## Biografía
De joven vivió en Gijón, ya que su padre era oficial de Correos. En Asturias es donde empieza el contacto con el montañísmo y la escritura. Durante su instancia, ganó el primer premio de las Justas Literarias de la Juventud, y cuando volvió a Valencia empezó a colaborar en el diario Las Provincias con artículos sobre montañismo y espeleología. A partir de 1963 empieza su más conocida obra: la serie Rutas valencianas, un clásico del excursionismo valenciano.

## Publicaciones
- 1985 - Nuestras tierras, vol. 1 y 2, Vicent García Editores, ISBN: 978-84-85094-43-1
- 1986 - Nuestras tierras, vol. 3, Vicent García Editores, ISBN: 978-84-85094-43-1
- 1987 - Nuestras tierras, vol. 4, Vicent García Editores, ISBN: 978-84-85094-43-1
- 1989 - Altea, villa mediterránea, Autor-editor 12, ISBN: 978-84-404-3788-4
- 1990 - Nuestras tierras, vol. 5, Vicent García Editores, ISBN: 978-84-85094-43-1
- 1997 - La otra historia de Valencia, Carena Editors, ISBN: 978-84-87398-15-5
- 1997 - Dónde ir y qué hacer en la Comunidad Valenciana, Carena Editors, ISBN: 978-84-87398-14-8
- 1998 - Rutes valencianes (tres volúmenes), Edicions 3i4, ISBN: 84-7502-058-5
- 1999 - 70 años de Rotary Internacional en Valencia, Clemente Cortés, José María ISBN: 978-84-605-8587-9
- 2000 - El Maestrazgo, Carena Editors, ISBN: 978-84-87398-44-5
- 2000 - Calderona y Camp de Morvedre, Carena Editors, ISBN: 978-84-87398-46-9
- 2001 - 500 años de fallas, Diputación de Valencia ISBN: 978-84-7795-275-6
- 2001 - Costa Blanca (Denia-Javea), Carena Editors, ISBN: 978-84-87398-53-7
- 2002 - Leyendas y tradiciones de Castellón, Carena Editors, ISBN: 978-84-87398-63-6
- 2002 - La cruz de Malta, El Nadir Tres, ISBN: 978-84-931761-0-5
- 2002 - Costa Blanca II: Benidorm-Guadalest, Carena Editors, ISBN: 978-84-87398-56-8
- 2003 - Valencia, seis rutas a pie: guía turística, Carena Editors, ISBN: 978-84-87398-73-5
- 2006 - Morella y els Ports, Carena Editors, ISBN: 978-84-96419-17-9
- 2007 - Valencia, pintoresca y tradicional II, Carena Editors, ISBN: 978-84-96419-31-5
- 2007 - Las ermitas de valencia (coautor con Paco Alberola Cuñat), Ayuntamiento de Valencia, ISBN: 978-84-8484-208-8
- 2010 - Más de 500 años de fallas, Diputación de Valencia, ISBN: 978-84-7795-563-4
- 2011 - Conocer las fallas, Diputación de Valencia, ISBN: 978-84-7795-585-6
- 2012 - Sorpréndete en la provincia de Valencia, Diputación de Valencia, ISBN: 978-84-7795-632-7
- 2013 - Primer diccionari valencià de muntanya, Sergraf Integral, ISBN: 978-84-942062-1-4
- 2013 - Pequeño diccionario de montaña de la Comunidad Valenciana, Sergraf Integral, ISBN: 978-84-942062-0-7
- 2015 - Leyendas del peñón de Ifach y otras historias montañeras, Ayuntamiento de Petrer, ISBN: 978-84-95254-50-4
- 2015 - Historias, leyendas y tradiciones de la provincia de Valencia, Diputación de Valencia, ISBN: 978-84-7795-725-6
- 2015 - Las cruces de término de la ciudad de Valencia, Ayuntamiento de Valencia, ISBN: 978-84-9089-010-3
- 2017 - Conversaciones en la cumbre, Sergraf Integral, ISBN: 978-84-943884-1-5